# Sarlósfecske

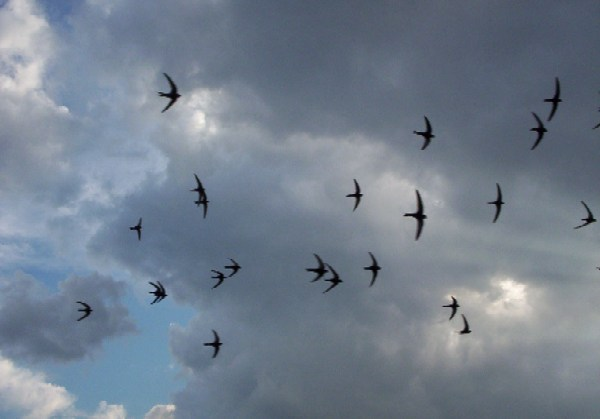
Az égbolt az élettere

A sarlósfecske (Apus apus) a madarak osztályának sarlósfecske-alakúak (Apodiformes) rendjébe és a sarlósfecskefélék (Apodidae) családjába tartozó faj. Semmilyen rokonságban nem áll a valódi fecskefélékkel, ahová például a füsti fecske is tartozik.
Tudományos neve – Apus – lábatlant jelent, ez kicsi, fejletlen lábára utal, mellyel járni szinte képtelen, legfeljebb kapaszkodásra alkalmas.

## Előfordulása
Európában és Ázsia nagy részén honos, telelni Afrika középső és déli részére vonul. Európa nagy részén elterjedt, gyakori fészkelő madár, jellemzően kultúrakövető, vagyis ma már elsősorban az emberi településeken fészkel. A sarlósfecske számára a magas épületek tulajdonképpen mesterséges sziklafalak. A Kárpát-medencében állománysűrűsége alacsonyabb, mint a környező országokban, fészkelései közepes, vagy nagyobb városokban, szórványosak.

## Alfajai
- Apus apus apus
- Apus apus pekinensis

## Megjelenése
Hossza 16-17 centiméter, szárnyfesztávolsága 42-48 centiméter, testtömege pedig 30-50 gramm. Tollazata barnásfekete, torka fehér. Hegyes, hosszú sarló alakú szárnyai vannak. A fiatalok kontúrtollainak keskeny fehér szegése van.
Megjelenése a fecskefajokra emlékeztet, de testalkata a hasonló életmódból eredeztethető konvergens evolúció eredménye, valójában a kolibrikkel áll rokonságban. A nemzetségnek Európában több faja él, hazánkban csak a (közönséges) sarlósfecske fordul elő rendszeresen.

## Életmódja
Élete nagy részét a levegőben tölti, táplálékát kizárólag repülő rovarok, főként kabócafélék, legyek, szúnyogok teszik ki. A fészkelési időszakon kívül folyamatosan repül, soha nem száll le. Röptében alszik és a párzás is a levegőben történik. A leggyorsabban repülő madarak közé tartozik, naponta nagy távolságokat jár be. Természetes ellensége gyakorlatilag nincs. Élete nagyban függ az időjárástól. A melegebb légáramlatok bőséget, a hideg nedves idő szükséget hoznak. Rossz idő esetén az időjárási frontokat elkerülve fészkelőhelyétől nagy távolságra, akár több száz km-re elrepül, ilyenkor a fészekben lévő fiókák testhőmérséklete csökken, életfunkcióik lelassulnak, így meglepően sokáig, akár egy-két hétig képesek életben maradni élelem nélkül. Ezt „éhségalvásnak” hívják, ami a hibernáció egy formája. Testtömegéhez viszonyítva rendkívül sokáig él. Nem ritkán megérheti a 20 évet.[forrás?] Rendkívül hű a fészkelőhelyéhez és a párjához.

## Szaporodása

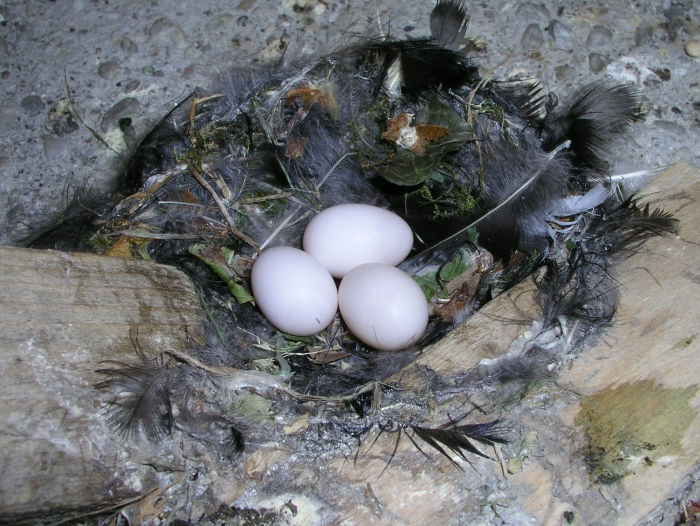
Sarlósfecske fészekalj

Fészkét a levegőben repülő növényi anyagokból, tollakból, a nyála felhasználásával készíti. Fészekalja 2-3 tojásból áll, melyen 18-23 napig kotlik. A szülők a torokzacskójukban összegyűjtött rovarokkal etetik fiókáikat, amelyek nem csipognak, hanem a szülők nyaktollait csipkedve követelik a táplálékukat. Ritkán etetnek, de akkor nagy mennyiségű táplálékot hoznak a fiókák számára.

## Kárpát-medencei előfordulása
Magyarországon a nagyobb városokban, magas épületeken fészkel. Nagyobb állományai Budapesten, Pécsett, Esztergomban a bazilikánál, Sopronban és Szegeden találhatóak. Fészkelőhelyei többnyire a régi építésű városrészekben a házak homlokzatának rései, a tetőhéjazat és a falsík találkozásánál található rések, lakótelepeken a panelek hődilatációs rései.
Telepeit hosszú időn keresztül lakja, lassú állománynövekedésével újabb helyeket népesít be.
Néhány helyről ismertek odúköltései idős erdőállományokban, elsősorban bükkösökben. A faodvak mellett helyenként sziklarepedésekben, löszfalak üregeiben költ. Mielőtt kultúrakövető fajjá vált volna, ezek lehettek természetes fészkelő helyei.

## Érdekesség
A sarlósfecskéről egy utcát neveztek el Budapest XVII. kerületében, a Madárdombon.